# Жезуалду Феррейра
Жезуалду Ферре́йра (порт. Manuel Jesualdo Ferreira, 24 травня 1946, Мірандела) — португальський футбольний тренер.

## Біографія
Жезуалду Феррейра народився 1946 року в Португалії, проте ще будучи маленькою дитиною разом з батьками переїхав до Анголи. Там він жив до підліткового віку, після чого повернувся на батьківщину зі своїм дядьком, щоб здобути освіту. Жезуалду довгий час жив і навчався в Шавеші. Під час навчання він регулярно приїжджав в Карвальяйш, де зустрічався зі своїми родичами. Після навчання Феррейра поїхав до Лісабону, де деякий час виступав за аматорські футбольні команди. Після завершення кар'єри гравця, Феррейра отримав тренерську ліцензію. Він працював викладачем в Головному інституті фізичної культури в Лісабоні.

### Тренерська кар'єра
Тренерську кар'єру Феррейра почав 1981 року в клубі «Ріу-Майор». Потім тренував «Торреенсе» і «Академіку», з якою зпосів 7-е місце в Чемпіонаті Португалії. Також він працював на « Атлетіку» і «Ештрела», з якою вилетів у другий дивізіон.
Після цього, Жезуалду працював з  марокканським клубом  ФАР Рабат. 1996 року Феррейра очолив Молодіжну збірну Португалії і пропрацював з командою 4 роки, тренуючи відомих гравців, серед яких був Маніше.
2000 року Жезуалду очолив «ФК „Алверка“» і привів клуб до 12-го місця в чемпіонаті країни. Наступного сезону Феррейра очолив «Бенфіку», але після низки серії невдалих ігор, остання з яких — поразка в  Кубку Португалії від клубу 3-го дивізіону «Гондомар», він був звільнений. Його місце зайняв іспанець Хосе Антоніо Камачо.
19 квітня 2003 року Феррейра очолив «Брагу». Жезуалду Феррейра вивів клуб на новий рівень розвитку за три роки, на чолі з ним команда займала 5-е і двічі 4-е місце в чемпіонаті. Після завершення контракту з «Брагою» Феррейра підписав договір з «Боавіштою», але не провівши жодної офіційної гри як головний тренер команди, Феррейра розірвав контракт, після того, як «Порту» запропонував йому дворічну угоду.
18 серпня 2006 року Жезуалду став тренером «Порту». З цією командою він тричі виграв чемпіонат Португалії і дійшов до чверть-фіналу  Ліги чемпіонів в 2009 році. 2 червня 2009 року Феррейра подовжив контракт з «Порту» ще на 2 роки. 26 травня 2010 року Феррейра звільнений з посади тренера «Порту», після того, як клуб зайняв третє місце в чемпіонаті.
18 червня 2010 року Феррейра очолив іспанську «Малагу», підписавши контракт на 3 роки. 2 листопада він звільнений з цієї посади за незадовільні результати команди, яка займала на час звільнення тренера 18-е місце в чемпіонаті. За розрив контракту португальському тренеру виплатили 5 млн євро як компенсацію.
20 листопада 2010 року Феррейра очолив грецький клуб « Панатінаїкос», підписавши контракт до червня 2012 року (до 15 листопада тренування гравців здійснював Яцек Гмох, тимчасово замінивши Нікоса Ніопліаса

## Титули і досягнення
- Чемпіон Португалії (3):

«Порту»: 2006-07, 2007-08, 2008-09
- Володар Кубка Португалії (2):

«Порту»: 2008-09, 2009-10
- Володар Суперкубка Португалії (1):

«Порту»:  2009
- Чемпіон Єгипту (2):

«Замалек»: 2014-15, 2021-22
- Володар Кубка Єгипту (2):

«Замалек»: 2014-15, 2020-21
- Володар Ліги зірок Катару (1):

«Ас-Садд»: 2018–19
- Володар Кубок наслідного принца Катару (1):

«Ас-Садд»: 2017
- Володар Кубка Еміра Катару (1):

«Ас-Садд»: 2017
- Володар Кубка шейха Яссіма (1):

«Ас-Садд»: 2017